# 临时法制院官制
临时法制院官制是1924年12月4日由临时执政段祺瑞公布的中华民国法律。
该法是段祺瑞出任临时执政后公布。根据该法设立了“临时法制院”。该法第一条称：
第一條 臨時執政因籌備建設釐定一切制度，設臨時法制院，直隸於臨時執政，其職掌如左：
- 一、擬定臨時政府應發布有法規性質之命令案；
- 二、審定主管各部院及其他官署所擬有法規性質之命令案；
- 三、調查條議關於憲政之一切制度，典章，及臨時執政特交審議事項；
- 四、收受審定一切關於法制之條陳；
- 五、保存臨時執政所發布有法規性質之命令正本。